# Седемте чудеса на античния свят
Седемте чудеса на вселената  (или Седемте чудеса на Античния свят) е списък с най-известните забележителни обекти, създадени от хората по време на Античността.
Първата идея за събиране на чудесата на древния свят в списък може да се каже, че е на Херодот, който, впечатлен от египетските пирамиди и Вавилон, смята че това са най-значителните постижения на хората до това време. Седемте чудеса, които ние познаваме, за първи път са написани и оценени като най-великите човешки творения от Антипатър от Сидон – главен библиотекар в Александрийската библиотека. По-късно е имало и няколко други списъка, както и предложения да бъдат добавени много други забележителности, като Колизеума, Капитолия, Ноевия ковчег, но в крайна сметка ние познаваме именно списъка на Антипатър.
Малко известен факт е, че това което ние наричаме сега „чудеса“ (на гръцки: Θαύματα – чудеса) в първия списък се наричат Θεάματα – гледки; неща, които се виждат (от гр. θέα – гледка).

## Списък на чудесата
Чудесата на света, изброени в реда на тяхното създаване:
1. Пирамидите в Гиза (2575 – 2465 пр.н.е.) – Това са пирамидите на фараоните Хуфу (Хеопс), Хефрен и Микерин. Намират се в Гиза, Египет.
2. Висящи градини на Семирамида (8 – 6 век пр. Хр.). Построени са от Навуходоносор. Областта се намира в днешен Ирак.
3. Статуя на Зевс Олимпийски (430 пр.н.е.) – Построена от древногръцкия скулптор Фидий.
4. Храм на Артемида в Ефес (550 пр.н.е.) – Построен по заповед на цар Крез. Намирал се е в Ефес, днешна Турция.
5. Мавзолей в Халикарнас (353-351 пр.н.е.) – Гробница на цар Мавзол – владетелят на Кария. Намира се в Халикарнас, град Бодрум в днешна Турция.
6. Родоски колос (292-280 пр.н.е.) – Масивна статуя, посветена на бог Хелиос. Намирала се е в залива на о. Родос.
7. Александрийски фар (280 пр.н.е.) – Фарът се е намирал в Александрия и е издигнат от Сострат Книдски.

От всички чудеса на света единствено оцелели до наши дни са египетските пирамиди, намиращи се в Гиза. Те са и най-древният паметник. Най-кратко е съществувал Родоският колос, който се е разрушил само половин век след построяването си при земетресение. Съществуват и известни съмнения за съществуването и точното местоположение на Висящите градини на Вавилон.